# 奥村庸礼

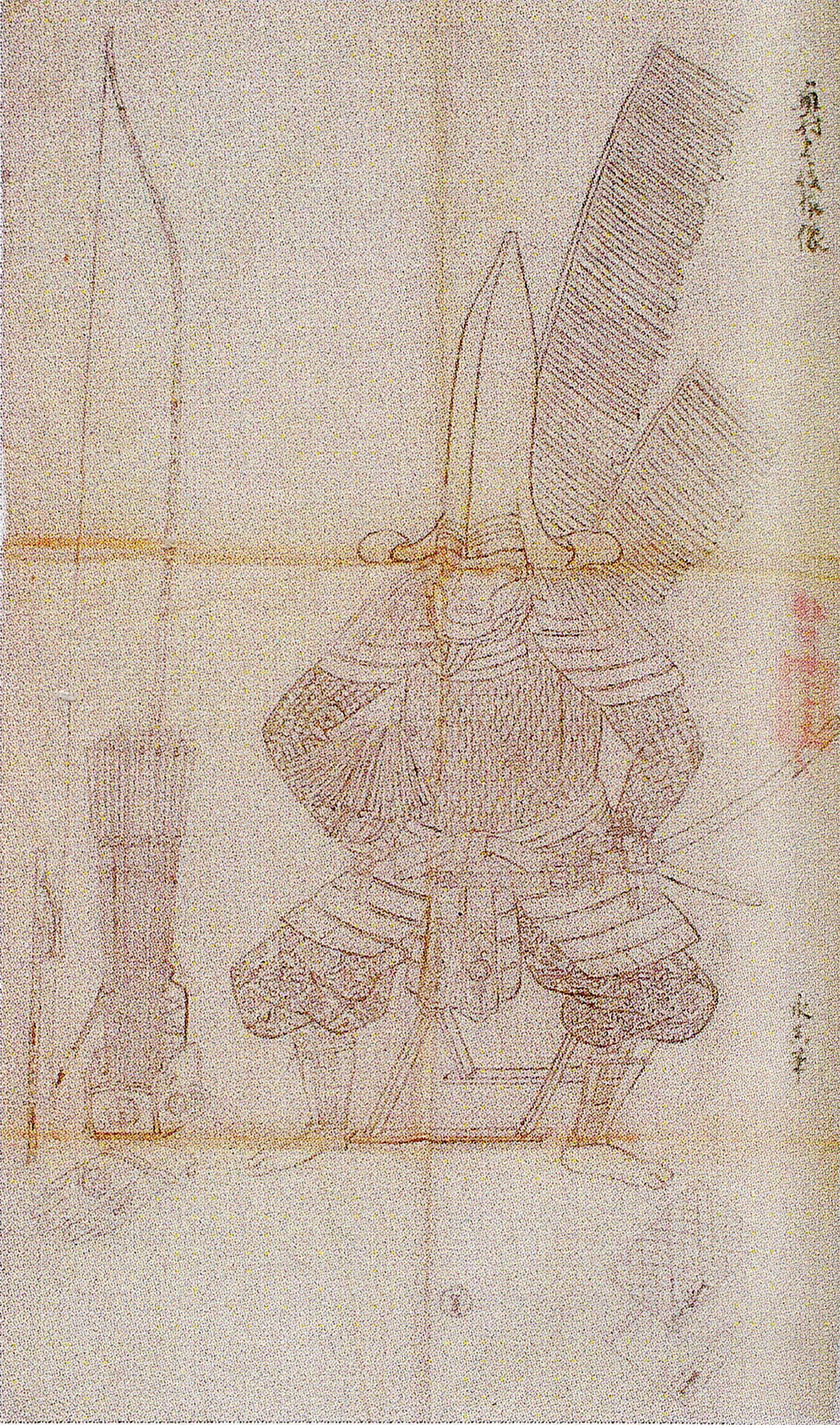
奥村庸礼(石川県立歴史博物館蔵)

奥村 庸礼（おくむら やすひろ、寛永4年11月7日（1627年12月14日） - 貞享4年6月8日（1687年7月16日））は、加賀藩年寄。加賀八家奥村分家第2代当主。
父は奥村和忠。母は成瀬吉正の娘。正室は横山康玄の娘。子は奥村悳輝、奥村敬興、奥村易武、東大寺金珠院住職庸性、野村敬礼、横山玄位室。幼名多宮。初名和豊。通称因幡、壱岐。号は蒙窩。

## 生涯
寛永4年（1627年）、加賀八家奥村分家の嫡男和忠の子として金沢に生まれる。和忠は1000石で前田光高に仕えていたが、寛永16年（1639年）に病死した。寛永20年（1643年）、祖父奥村易英の家督と1万450石の知行を相続する。承応元年（1652年）、家老となる。万治元年（1658年）、本多政長と共に江戸城修復の課役を務める。万治3年（1660年）、人持組組頭となる。寛文元年（1661年）、2000石加増され禄高1万2450石。貞享3年（1686年）、大年寄となる。貞享4年（1687年）6月8日没。享年61。家督は嫡男悳輝が相続した。
幕府の儒臣であった林鳳岡、木下順庵や水戸徳川家の客儒であった朱舜水を師として朱子学を学び、『読書抜尤録』2巻の著作がある。茶道宗和流2代・金森方氏の門人であった。